# Xenodaeria telios
Xenodaeria telios är en loppart som beskrevs av Jordan 1932. Xenodaeria telios ingår i släktet Xenodaeria och familjen mullvadsloppor. Utöver nominatformen finns också underarten X. t. telios.